# 中国教育电视台

中国教育电视台第二代台标

中国教育电视台，简称国视或中国教育台，是中华人民共和国两大国家电视台之一（另一家是中国中央电视台），是中华人民共和国电视广播唯一的国家级教育电视台，隶属于中华人民共和国教育部。于1986年10月1日正式開播，初名“中国教育电视”，1987年10月1日改名为“中国教育电视台”。

## 沿革
1986年6月23日，国家教委、国家计委、国家经委、国家科委、财政部等國務院九部委聯合發出《關於利用衛星電視開展教育工作的通知》〔（86）教电字003号〕，指稱國務院决定给教育部门一个卫星电视转发器。
1986年7月1日早上8:00，中国教育电视卫星频道开始试播。
1986年10月1日早上6:00，“中国教育电视”正式开播，首个节目为时任国务院副总理兼国家教委主任李鹏为祝贺中国教育电视开播而发表的电视讲话。
1987年10月1日，国家教委宣布成立中国教育电视台。
1988年11月5日，中国教育电视台第二套节目开播，时任国务委员兼国家教委主任李铁映在中国教育电视台發表电视讲话祝賀開播。
1997年10月，中国教育电视台第一套节目回归。2016年，中国教育电视台第一套节目完全成为综合性上星卫视。
2004年4月1日至2023年5月22日，中国福利彩票全国联网游戏开奖节目安排在中国教育电视台第一套节目播出。
2010年7月12日，已被威剛科技董事長陳立白收購的台灣藝術電視台與中國国际教育電視台在台北市簽約合作，分別由陳立白與中國國際教育電視台台長李世強代表簽約；李世強表示，中國國際教育電視台的理念是「魅力漢語，文化中國」。
中国教育电视台为教育电视，商业节目不多，以社教节目为主，但仍然接受托播商业广告，有时也會播出與教育無關的綜合類節目。

## 旗下频道
中国教育电视台现拥有6个电视频道（包括1套综合教育频道）和一个中国教育卫星宽带传输网平台。
在2009年，中国教育电视台为了迎合教育部“规范台标”的做法（即频道名称不允许使用英文缩写），将频道名“CETV”改为中文的“中国教育”。教育部要求各家电视台都需要按照此规定规范台标及频道名，但最终因为中国中央电视台的极力反对而作罢。
2015年6月24日，中国教育电视台旗下五个频道更换新的CETV英文台标，同时空中课堂频道改称CETV-4。中国内地绝大部分有线电视网络运营商一般只传输CETV-1；2020年2019冠状病毒病中国大陆疫情爆发后，为满足广大学生在家学习的需要，CETV-4恢复了中小学教学内容，随后CETV-2增加了中小学教学内容，地方有线电视运营商也逐渐开始传输CETV-4与CETV-2的节目。

### 频道列表
| 頻道名稱                | 语言   | 广播格式                    | 啟播時間                                                              | 频道前身     | 備註 | 備註 |
| CETV-1 （综合教育频道） | 普通話 | SD: PAL 576i 16:9 HD: 1080i | 开播：1986年10月1日 更名：1987年10月1日 高标清16:9同播：2016年4月18日 |              | 综合性上星卫视，因广电总局政策原因，该频道目前跟其他上星卫视一样播出电视剧等与教育事业的无关节目。该频道晚七点会转播央视《新闻联播》，也会播电视剧和江苏卫视旗下长江龙影视制作的节目，其在晚间播放的电视剧也大多在江苏卫视晚间播放过。2016年6月16日开始高、标清同步播出，标清版本播出比例调整为16:9。 |      |
| CETV-2 （空中课堂频道） | 普通話 | SD: PAL 576i 16:9           | 1988年10月29日                                                        | 教育教学频道 | 该频道原名教育教学频道，主要播出国家开放大学现代远程教育课程。在课程结束后会播出风光片或重播中国教育电视台自制节目，下一期课程开始时会恢复播出。2019年春季学期结束后，该频道不再播出国开课程。2020年8月12日起，该频道使用中星九号卫星通过全国户户通直播平台播出。2020年9月1日起，该频道增加中小学教学内容。2021年3月1日起，CETV-2变更呼号与定位为“空中课堂频道”。 |      |
| CETV-3 （北京地面频道） | 普通話 | SD: PAL 576i 16:9           | 1996年5月1日                                                          | 北京35频道   | 该频道为面向北京播出的教育人文纪录片频道，在合家欢时段会播放电视剧与娱乐节目，在河北和天津部分地区也有覆盖。 |      |
| CETV-4 （职业教育频道） | 普通話 | SD: PAL 576i 16:9           | 临时开播：2003年5月19日 正式开播：2009年3月2日                        | 空中课堂频道 | 该频道原名空中课堂频道，主要为农村中小学和教师培训及农村农民教育提供服务；2003年5月19日为预防非典型肺炎疫情，作为临时频道开播，与北京电视台科教频道一起专为北京及周边地区的当时停课在家的中小学生提供教育教学类、文艺科普类及心理辅导类节目；2009年3月2日正式开播；2012年开始增加纪录片节目播出比例；2015年7月取消“空中课堂频道”呼号，台标变成CETV-4。2020年2月10日起，为服务因新型冠状病毒肺炎疫情而无法返校的学生，CETV-4重新成为空中课堂频道，并使用中星九号卫星通过全国户户通直播平台播出。2021年1月1日起，CETV-4变更呼号与定位为“职业教育频道”，频道以职业教育为主要内容，以体育、健康教育为辅助内容。 |      |
| 早期教育频道            | 普通話 | SD: PAL 576i 4:3 HD: 1080i  | 标清版：2005年10月1日 高标清16:9同播：2018年3月30日                   |              | 该频道是早期教育专业频道，主要为0至8岁幼儿健康成长提供专业资讯服务。此频道为付费频道。 |      |

#### 曾拥有频道
- 中国教育电视山东台（CETV-SD）：即山东教育电视台（现又称山东教育卫视），1995年开播；2007年脱离中国教育电视台序列。